# Portada/article març 1

## Lluís Muncunill i Parellada
Lluís Muncunill i Parellada (Sant Vicenç de Fals, Bages, 25 de febrer de 1868 – Terrassa, 25 d'abril de 1931) fou un arquitecte modernista català. Va desenvolupar la seva activitat principal a Terrassa, on és un referent en l'aplicació de l'estil modernista a l'arquitectura industrial. Entre el 1892 i el 1903 en va ser arquitecte municipal i fou el més prolífic que ha tingut la ciutat, on ha deixat edificis per a usos diversos i va definir noves tipologies d'edificis industrials. La varietat constructiva li va permetre configurar la imatge urbana de la Terrassa modernista, recorrent a la utilització de cobertes amb voltes de maó de pla, lligades amb tirants de ferro, suportades sobre pilars de ferro colat.